# Opération 40
L’opération 40 est une opération clandestine montée par la Central Intelligence Agency au début des années 1960 à la demande du président des États-Unis Dwight D. Eisenhower. Dirigée par le vice-président Richard Nixon, elle avait pour objectif d'empêcher la prolifération des idées communistes dans les pays voisins des États-Unis, tels que le Mexique, l'Amérique centrale et les Caraïbes.

## Genèse
Le 11 décembre 1959, après la révolution cubaine de janvier 1959, le colonel J.C. King, chef de la Western Hemisphere Division (une des diverses branches de la CIA), envoie un rapport confidentiel au directeur de la CIA Allen Dulles. Ce dernier a déclaré qu'il existe à Cuba « une politique d'extrême-gauche, qui, si elle reste au pouvoir, menacera les avoir des États-Unis dans les différents pays d'Amérique du Sud. »
À la suite de ce rapport, Dulles crée une unité ZR/RIFLE, précédent nom de l'opération 40, en s'appuyant sur le "Groupe 40" du Conseil de sécurité nationale qui avait déjà été à Cuba. Le groupe était dirigé par le vice-président, puis par Richard M. Nixon, secondé par l'amiral Arleigh Burke, marchand de Livingston du département d'État, le conseiller de sécurité nationale ainsi que Dulles lui-même.
L'équipe de l'opération 40 est principalement constituée d'exilés cubains hostiles au communisme. Sa base aurait été à Miami.

## Actions
L'opération 40 est notamment déployée à Cuba. L'équipe sur place compte parmi ses membres Frank Angelo Fiorini, qui sera plus tard connu comme le cambrioleur du scandale du Watergate, et Félix Rodríguez, qui sera soupçonné d'être l'agent à l'origine de la capture et de l'exécution de Che Guevara[réf. nécessaire]. 
Cette équipe débarque en appui lors du débarquement de la baie des Cochons afin de tuer Fidel Castro. L'opération 40 était constituée de 86 employés en 1961, parmi lesquels 37 ont été formés pour être officiers traitants.
L'opération 40 se solde par un échec, Fidel Castro ayant engagé un sosie afin de se faire passer pour lui. Le programme est supprimé par la CIA dans les années 1970 lorsque lorsqu'il est révélé qu'un avion cargo de soutien à la mission, qui s'était crashé en Californie, transportait de l'héroïne et de la cocaïne.

## Culture populaire
On retrouve l'opération 40 dans le jeu vidéo Call of Duty: Black Ops. Lors de la première mission solo du jeu, il faut tirer une balle dans la tête du sosie de Fidel Castro. C'est également une des factions du mode multijoueur du même jeu.